# حواس‌پرتی (فیلم)
حواس‌پرتی (به فرانسوی: Les distractions) یک فیلم سینمایی فرانسوی محصول سال ۱۹۶۰ با بازی ژان-پل بلموندو و به کارگردانی ژاک دوپونت است.
این فیلم در فرانسه به تعداد ۹۵۵٬۰۳۷ فروش بلیت  داشته است.